# Bell Bottom Blues
«Bell Bottom Blues» — песня, написанная Эриком Клэптоном и Бобби Уитлоком, участниками группы Derek and the Dominos. Песня навеяна чувствами Эрика Клэптона к Пэтти Бойд, жене его друга Джорджа Харрисона. Песня вошла в двойной альбом 1970 года Layla and Other Assorted Love Songs. Выпущенная в качестве сингла вместе с песней «Keep on Growing», песня достигла 91-го места в Billboard Hot 100 в 1971 году. Переиздание в виде сингла с песней «Little Wing» достигло 78-го места в чарте Billboard.

## История записи
«Bell Bottom Blues» была записана до того, как Дуэйн Оллман присоединился к сессиям записи альбома Layla, поэтому Клэптон был единственным гитаристом в этой песне. Клэптон компенсировал это, исполнив самостоятельно несколько гитарных партий, включая чувственное гитарное соло в стиле Джорджа Харрисона. Другими музыкантами, принявшими участие в записи, были Бобби Уитлок на органе Хаммонда, Карл Рэдл на бас-гитаре и перкуссии, а также Джим Гордон на барабанах, включая запись табла и малого барабана, прокрученную задом наперёд. Уитлок также исполнял гармонические партии бэк-вокала.
Bell-bottoms (на русском — брюки-клёш) — фасон брюк, который был популярен во второй половине 1960-х — в начале 1970-х. По словам Клэптона, песня была написана для Патти Бойд после того, как она попросила его привезти ей пару расклешённых синих джинсов из Штатов. Клэптон посвятил ей эту песню и многие другие, вышедшие на этом альбоме, такие как «I Looked Away» и «Layla».
Первоначально авторство песни приписывалось исключительно Эрику Клэптону, но позднее среди авторов был отмечен и Бобби Уитлок. В интервью 2011 года Уитлок заявил, что «Эрик начал писать песню… Он сыграл мне первые два куплета у себя дома, а я помог с последним куплетом», и что авторство песни было приписано только Клэптону из-за «технической ошибки». В 2015 году в интервью Майку Росси Уитлок заявил, что Клэптон теперь официально признал, что Уитлок внес свой вклад, и в будущем песня будет указана совместно. На сайте BMI теперь указаны оба автора

## Рецензии
Рецензии на песню сразу после выхода альбома были противоречивыми. Журналист журнала Rolling Stone Эд Леймахер назвал «Bell Bottom Blues» вместе с «Have You Ever Loved a Woman» пустышками. В журнале Cash Box описали песню, как «прогрессивную балладу, которая должна получить мощный прием в топ-40», «инструментально заманчивую и удивительно мелодичную». В Record World песню назвали «душевной и тонкой, не похожей на последние песни Джорджа Харрисона». Отзыв в Billboard: «Зажигательная блюзовая баллада Эрика Клэптона, поданная в эмоциональной вокальной тренировке, — победитель, нацеленный на высокое место в Hot 100». В The New Rolling Stone Album Guide Джей Ди Консидайн привёл трек в качестве примера того, что музыка альбома Layla and Other Assorted Love Songs — это «о трансформации блюза, процессе, который Клэптон и его товарищи по группе осуществляют с помощью различных средств», добавив, что песня «превращает поп-блюзовый подход Blind Faith и Cream в запоминающийся припев и изысканную метафору».

## Комментарии
1. 1 2 3 4  BELL BOTTOM BLUES // ISWC Network (англ.)
2. 1 2  Bell Bottom Blues, Archive.is, retrieved 17 March 2017
3. 1 2  Eric Clapton Charts and Awards. AllMusic. Дата обращения: 24 августа 2011.
4. ↑  Jancik, W. The Billboard book of one-hit wonders. — Billboard Books, 1998. — P. 314. — ISBN 978-0-8230-7622-2.
5. 1 2 3  Janovitz, Bill. Bell Bottom Blues. AllMusic. Дата обращения: 24 августа 2011. Архивировано 4 октября 2011 года.
6. ↑  Schumacher, Michael. Crossroads: The Life and Music of Eric Clapton. — Citadel Press, 2003. — P. 148–50. — ISBN 978-0-8065-2466-5.
7. 1 2  Reid, Jan. Layla and other assorted love songs, Derek and the Dominos. — Rodale, 2006. — P. 123–26. — ISBN 978-1-59486-369-1.
8. ↑  Shaprio, Harry. Eric Clapton: lost in the blues. — Da Capo Press, 1992. — P. 119. — ISBN 978-0-306-80480-9.
9. ↑  Roberty, Marc. The Complete Guide to the Music of Eric Clapton. — Omnibus Press, 1995. — P. 52. — ISBN 0-7119-4305-2.
10. 1 2  Whitlock, Bobby. Bobby Whitlock: A Rock 'n' Roll Autobiography / Whitlock, Bobby, Roberty, Marc. — MaFarland, 2010. — P. 94. — ISBN 978-0-7864-5894-3.
11. 1 2  Clapton, Eric. Eric Clapton: The Autobiography. — Century, 2007. — P. 127. — ISBN 978-1-84605-160-9.
12. ↑  Dow, Mike. Bobby Whitlock: Dominos, drugs, death and deliverance. themainedge.com (7 сентября 2011). Дата обращения: 13 августа 2015. Архивировано 6 июля 2015 года.
13. ↑  Rossi, Mike. Facio Create talks with Bobby Whitlock, Founding Member of Derek and the Dominos. FacioCreate (5 ноября 2015). Дата обращения: 17 марта 2016. Архивировано 21 декабря 2021 года.
14. ↑  Reid, Jan. Layla and other assorted love songs, Derek and the Dominos. — Rodale, 2006. — P. 123–26. — ISBN 978-1-59486-369-1.Reid, Jan (2006). Layla and other assorted love songs, Derek and the Dominos. Rodale. pp. 123-26. ISBN 978-1-59486-369-1.
15. ↑  CashBox Record Reviews (PDF). Cash Box. 23 января 1971. p. 22. Архивировано (PDF) 26 сентября 2021. Дата обращения: 9 декабря 2021.
16. ↑  Spotlight Singles (PDF). Billboard. 23 января 1971. p. 70. Архивировано (PDF) 8 марта 2021. Дата обращения: 22 апреля 2023.
17. ↑  The Rolling Stone Album Guide / DeCurtis, A. ; Henke, J. ; George-Warren, H.. — 3rd. — Random House, 1992. — P. 193. — ISBN 978-0-679-73729-2.